# Sébastien Kimura
Le bienheureux Sébastien Kimura, né en 1565 à Hirado (Japon) et exécuté le 10 septembre 1622 à Nagasaki (Japon), est un prêtre jésuite japonais.
Petit-fils du premier japonais baptisé par saint François-Xavier, il meurt martyr de la foi chrétienne en 1622. Il est béatifié avec le groupe des Vingt-six martyrs du Japon par le pape Pie IX, le 7 juillet 1867. Liturgiquement il est commémoré le 4 février.

## Biographie

### Jeunesse et formation
Après avoir passé un an à Kagoshima, au Japon, saint François-Xavier est reçu, à Hirado, dans la famille d’un samouraï dénommé Kimura (automne 1550): il y réside quelque temps. Kimura demande et reçoit le baptême, avec toute sa famille, et adopte le prénom d'Antoine. À travers tribulations et persécutions, la famille reste résolument fidèle à la foi catholique. 
Sébastien Kimura, petit-fils d’Antoine nait en 1565 à Hirado. À l’âge de 15 ans (en octobre 1580), il se trouve au petit séminaire des jésuites à Arima, près de Nagasaki, récemment ouvert à l’initiative d’Alexandre Valignano. Il fait partie du groupe fondateur des premiers étudiants de ce petit séminaire. Leur formation est celle de catéchistes, indispensables aux missionnaires, pour la célébration de la messe et des sacrements, la prédication et la catéchèse.  
Deux ans plus tard (1582), il est admis dans la Compagnie de Jésus, et avec cinq autres jeunes séminaristes, commence son noviciat à Usuki, maison également ouverte (en 1581) par Alexandre Valignano, qui poursuivait une politique d’inculturation de la foi chrétienne, allant jusqu’au recrutement et formation adaptée d’un clergé japonais.
En 1586, à cause de conflits armés entre seigneurs locaux, novices et séminaristes doivent évacuer et se réfugient à Yamaguchi. Kimura y est engagé dans du travail missionnaire lorsque l’édit de proscription du christianisme est promulgué le 24 juillet 1587. Le décret n’est pas strictement appliqué et les missionnaires, évitant les tournées missionnaires et la prédication, tournent leur attention vers la formation des candidats au sacerdoce. Sébastien Kimura apprend le latin, puis l’enseigne à l’école d’Amakusa. En 1596, il est envoyé à Macao pour y poursuivre sa théologie.   

### Premières ordinations au Japon
Ses études de théologie terminée, il rentre au Japon en 1600 et, avec un confrère, Louis, est ordonné prêtre à Nagasaki le 21 septembre 1601, par Mgr Luis Cerqueira (1552-1614), évêque de Funai (diocèse japonais récemment créé). Ce sont les premières ordinations sacerdotales sur le sol japonais. 
Durant les vingt années qui suivent, Kimura est un prêtre missionnaire ordinaire qui, s’il ne laisse pas trace de grandes réalisations, laisse le souvenir d’un prêtre zélé, dévoué, fidèle et profondément religieux. Il est en poste à Hirado (sa région natale), Bongo, Katsusa (Nagasaki) et Fudoyama (Saga-sen). En février 1614, la persécution devient sévère. Les missionnaires étrangers sont expulsés. Quelques-uns continuent leur travail dans la clandestinité. Sébastien Kimura reste à Nagasaki. Les étrangers devant se cacher, une plus grande responsabilité repose sur les prêtres japonais. Le 9 février 1620 Kimura fait sa profession religieuse définitive dans la Compagnie de Jésus.

### Arrestation et exécution
Trahi par une servante coréenne de la maison où il résidait, Sébastien Kimura est arrêté le 29 juin 1621. Il est envoyé à la prison de Suzuta (près d’Omura) où il retrouve Charles Spinola, d’autres prêtres dominicains, franciscains et un grand nombre de chrétiens. Ils se trouvent à 32 dans une étroite cellule. Les conditions de détention sont terribles : la prison est sur un sommet de montagne, froide et exposée à tous les vents. Les prisonniers ne disposent que d'une seule couverture. La nourriture, du riz et deux sardines, suffit pour les garder en vie, mais sans satisfaire à leur faim. Les conditions d'hygiène sont elles aussi misérables : ils ne peuvent laver leurs vêtements, ni les sécher au soleil. Durant tout ce temps, les prisonniers prient, font pénitence et se donnent mutuellement des conférences et enseignements spirituels.
Un an plus tard, un ordre arrive d’Edo décrétant que tous les chrétiens des prisons d’Omura et Nagasaki soient mis à mort. 
Le 9 septembre 1622, ils sont conduits à Nagayo puis Urakami où, le 10 septembre, on les informe qu’ils seront brûlés vifs. Kimura reçoit cette nouvelle avec sérénité et joie spirituelle. L’exécution a lieu à Nagasaki, sur la colline même où 26 chrétiens furent déjà mis à mort le 5 février 1597. Une grande foule de chrétiens sont sur place. Au moment où le feu est mis aux croix, Charles Spinola entame l’hymne Laudate Dominum omnes gentes que tous les suppliciés reprennent en chœur. Le feu est allumé sous les condamnés, à plus de deux mètres, afin que le supplice dure plus longtemps, la victime étant consumée par la chaleur (et non par les flammes). Le martyre dure ainsi plusieurs heures. Une source indique que le père Kimura est mort le dernier, après trois heures d'agonie. Après son décès, la foule se dispersa dans la montagne.

## Souvenir et béatification
La famille Kimura a donné plusieurs martyrs à l’Église. Outre Sébastien, un cousin Léonard entré chez les jésuites comme frère coadjuteur (et également petit-fils d’Anthony Kimura), et un neveu, Anthony Kimura, moururent martyrs pour la foi chrétienne.
Sébastien Kimura et 204 autres victimes des grandes persécutions au Japon furent béatifiés par Pie IX le 7 juillet 1867, lors d’une cérémonie solennelle qui se déroula dans la basilique Saint-Pierre, à Rome.
Ces différents martyrs sont fêtés collectivement le 10 septembre.